# Kruisherenklooster (Hoei)

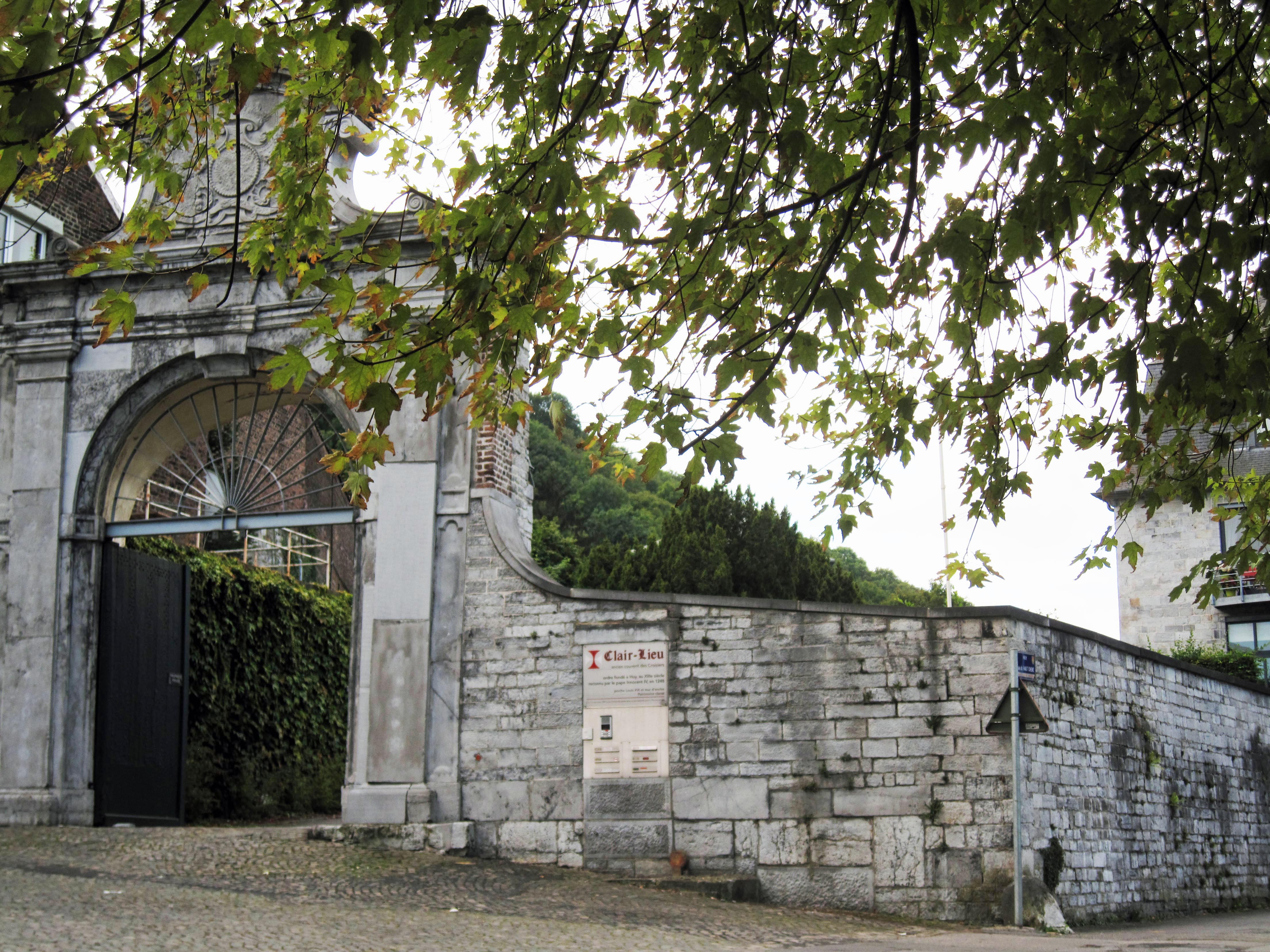
Poort van het voormalige Kruisherenklooster

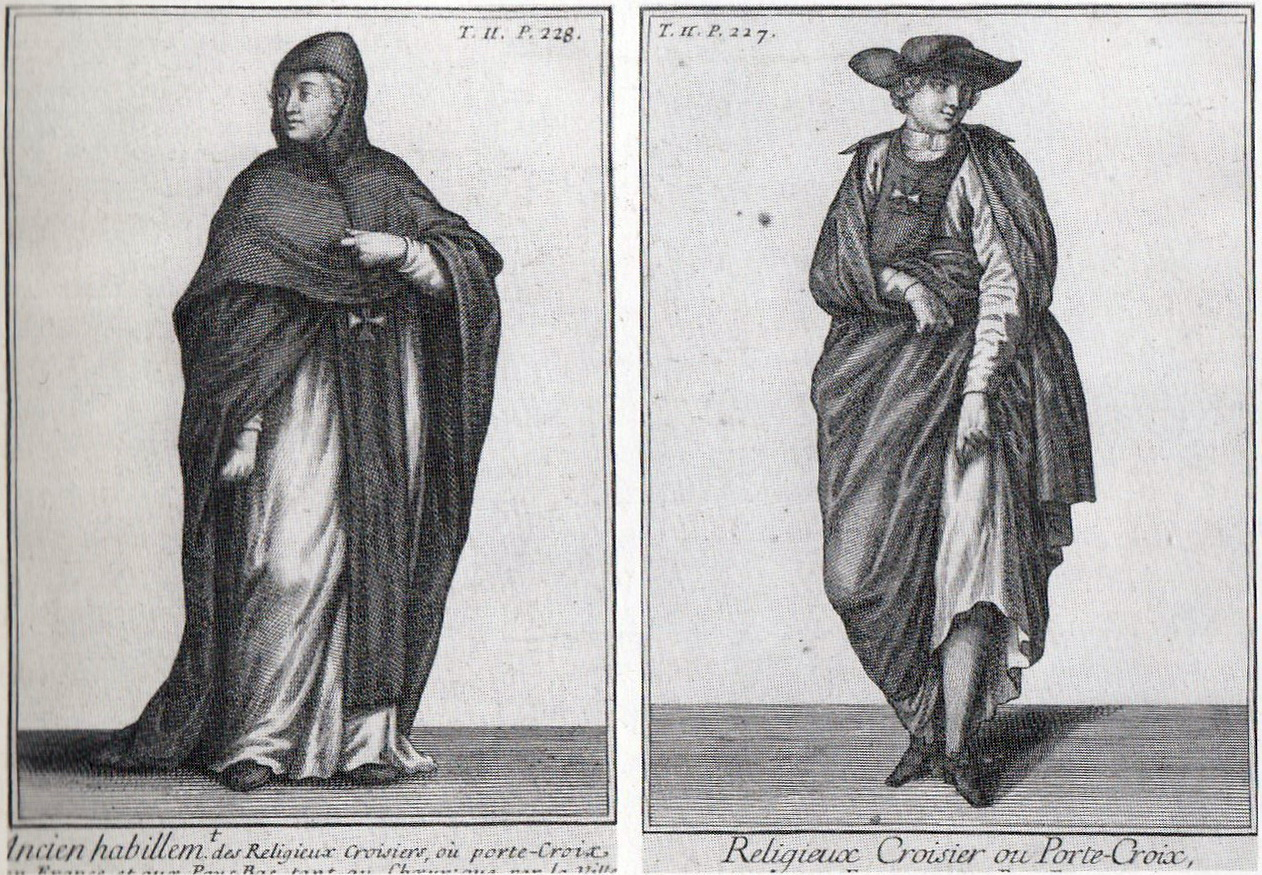
Kruisheren (voor de Franse Revolutie)

Het Kruisherenklooster van Hoei, ook Klooster Clair-Lieu genoemd, is een voormalig klooster in Hoei, België. Het klooster was van 1211 tot 1789 de hoofdvestiging van de Orde van het Heilig Kruis (Latijn: Ordo Sanctae Crucis, OSC). De resten die ervan bewaard zijn, zijn de toegangspoort, de brouwerij en de verbindingsmuren, Rue des Larrons 23 in Hoei.

## Geschiedenis
In 1211 stichtte Theodorus van Celles, oud-kruisvaarder en kanunnik van het Kapittel van Sint-Lambertus in Luik, een klooster in Hoei, dat de bakermat zou worden van een nieuwe kloosterorde, de Orde van het Heilige Kruis, meestal kruisbroeders of kruisheren genoemd. De soberheid van de kruisheren trok hem meer aan dan de luxe waarin de Luikse kanunniken leefden. Hoei was een deel van het prinsbisdom Luik. Theodorus stierf in zijn klooster in Hoei. Vanuit Hoei werden andere kruisherenkloosters gesticht in de Nederlanden, Frankrijk en Engeland. In Hoei zetelde daarom de generaal-prior van de kruisheren.
Het klooster kende een grote bloei. Dit was zichtbaar in een grote gotische kerk, een fontein, een brouwerij (eind 17e eeuw), een rijkelijk versierd verblijf van de generaal-overste en een eetzaal met 12 schilderijen van Englebert Fisen. Het verblijfskwartier van de kruisheren was ruim uitgebouwd. Het klooster bezat waardevolle manuscripten, zilverwerk en een groot marmeren standbeeld van Everhard van der Marck, prins-bisschop van Luik. In de 17e eeuw gaf paus Urbanus VIII aan de generaal-prior de toelating om mijter en kruis te dragen. Dit leidde tot rivaliteit met de abt van de abdij van Neufmoustier, ook in Hoei.
In 1741 werd de barokke toegangspoort gebouwd; dit was de laatste uitbreiding van het klooster.
Met de Franse Revolutie en de Luikse Revolutie werd het klooster geconfisqueerd en daarna bijna volledig verwoest. Wat overbleef waren de toegangspoort en de brouwerij, alsook de muren die deze verbinden. De kruisheren verloren bijna al hun kloosters, maar wisten in een aantal plaatsen (o.a. Maaseik, Sint Agatha (bij Cuijk) en Uden) te overleven, waarna ze vanaf 1850 een nieuwe bloeiperiode tegemoet gingen.
In 1998 werden de kloosterrestanten als beschermd erfgoed van Wallonië erkend.